# Club Sport Emelec
Der Club Sport Emelec ist ein Sportverein aus der Hafenstadt Guayaquil in Ecuador. Er wurde 1929 im Barrio Astillero, dem historischen Werftenviertel, unter Führung des Nordamerikaners George Capwell gegründet. Die erste Fußballmannschaft spielt in der Serie A, der ersten ecuadorianischen Liga.

## Geschichte
Am 28. April 1929 gründete George Capwell, ein US-Amerikaner, der Direktor der Elektrizitätsgesellschaft Empresa Eléctrica del Ecuador (EMELEC) war, mit Freunden, Bediensteten seines Unternehmens und anderen Sportlern gemeinsam den Sportclub EMELEC. Neben dem Fußball, das zunächst nicht zu den favorisierten Sportarten des Nordamerikaners Capwell gehörte, hat der Verein Schwimm-, Baseball-, Box-, Basketball- und Leichtathletikabteilungen.
Capwell entschied, dass für den Verein ein eigenes Stadion notwendig sei, das 1945 eröffnet wurde, jedoch zunächst für die Baseball-Mannschaft von Emelec. Am 21. Oktober 1945 wurde das Estadio George Capwell mit einem Baseballspiel eröffnet. Das erste Fußballspiel fand am 2. Dezember des Jahres statt. Es war das einzige vereinseigene Stadion zu jener Zeit in Ecuador. Im Estadio George Capwell wurden 1947 alle Spiele der Campeonato Sudamericano (heute: Copa América) ausgetragen.
Seit 1946 spielte Emelec in der ersten regionalen Liga und nahm als Guayaquil-Meister des Jahres 1946 für Ecuador an der Campeonato Sudamericano de Campeones, einem einmalig ausgetragenen Vorläufer der Copa Libertadores teil, und belegte bei dem in Santiago de Chile ausgetragenen Turnier nach einem Unentschieden gegen Colo Colo Santiago und fünf Niederlagen den letzten Platz.
1948 fand während des Turniers „Torneo del Pacifico“ die erste offizielle Begegnung zwischen Emelec und Barcelona SC statt. Diese Begegnungen zwischen der aufgrund des Reichtums ihres Gründers mit dem Beinamen cuadro millonario (deutsch „Millionärself“) belegten Mannschaft von Emelec und der aus einem traditionell ärmeren Viertel stammenden Mannschaft von Barcelona bilden noch heute das wichtigste Derby der ecuadorianischen Liga, den Clásico del Astillero.
1951 gehörte Emelec zu den Begründern des Profifußballs in Ecuador und trat in der von der neugegründeten Asociación de Fútbol del Guayas veranstalteten regionalen Liga an. 1956 und 1957 errang Emelec seine ersten beiden Profimeisterschaften der Provinz Guayas. Als 1957 erstmals eine ecuadorianische Meisterschaft ausgetragen wurde, gewann Emelec die mit je zwei Profimannschaften aus den Provinzen Guayas und Pichincha ausgetragene Finalrunde vor Barcelona SC, Deportivo Quito und SD Aucas für sich entschied.
Mit dem Beginn regelmäßiger nationaler Meisterschaften (1960) konsolidierte sich Emelec als einer der erfolgreichsten Vereine Ecuadors. Während ihrer ersten „Goldenen Ära“ zwischen 1961 und 1972 wurde die Mannschaft drei weitere Male Meister (1961, 1965 und 1972) und viermal Vizemeister (1962, 1966, 1967 und 1970). Mitte der 1960er Jahre nahm das von dem Argentinier Fernando Paternóster trainierte so genannte „Blaue Ballett“ von Emelec wiederholt am Turnier um die Copa Libertadores teil, wo unter anderem 1962, 1967 und 1968 Siege gegen Universidad Católica (Chile) gelangen. 1968 war Emelec die erste ecuadorianische Mannschaft, die die Vorrunde der Copa Libertadores überstand. In Freundschaftsspielen besiegte man in jenen Jahren unter anderem Chacarita Juniors (Argentinien), den amtierenden Copa-Libertadores-Sieger Peñarol Montevideo, Vélez Sársfield, Corinthians São Paulo und Borussia Dortmund.
Eine zweite Goldene Ära hatte Emelec in den 1990er und 2000er Jahren, als die Mannschaft in zehn Jahren vier Meistertitel gewann (1993, 1994, 2001 und 2002). 1995 erreichte Emelec das Halbfinale um die Copa Libertadores, schied aber gegen Grêmio Porto Alegre aus. 2001 wurde Emelec nach Finalniederlage im Elfmeterschießen gegen Millonarios aus Kolumbien Vizemeister der Copa Merconorte.
In den Spielzeiten 2009 und 2010 gewann Emelec jeweils die Hinrundenserie und erreichte in der aufsummierten Tabelle aller Spiele die meisten Punkte, musste sich jedoch in der Meisterschaftsrunde nur den dritten bzw. zweiten Platz zufriedengeben. 2013 konnte Emelec die elfte und 2014 die zwölfte Meisterschaft seiner Geschichte feiern. Schon im Jahr 2015 folgte Meistertitel Nummer 13 und im Jahr 2017 der Titel Nummer 14.

## Stadion
Emelec trägt seine Heimspiele im Estadio George Capwell, das am 21. Oktober 1945 eingeweiht wurde. Es trägt den Beinamen La Caldera (deutsch „Der Kessel“). 1991 wurde die Anlage nach Renovierung wiedereröffnet, 1993 wurden hier Spiele um die Copa América ausgetragen. Von 2015 bis 2017 wurde die Spielstätte renoviert und bietet derzeit Platz für 40.000 Zuschauer. Es liegt südlich des Zentrums von Guayaquil im Barrio Astillero an der Hauptverkehrsstraße Avenida Quito.

## Erfolge

### National
- Amateurmeister Guayaquil: 1945, 1948
- Profimeisterschaft Guayaquil/Küstenregion: 1956, 1957, 1962, 1964, 1966
- Ecuadorianischer Meister: 1957, 1961, 1965, 1972, 1979, 1988, 1993, 1994, 2001, 2002, 2013, 2014, 2015, 2017
- Ecuadorianischer Zweitligameister: 1981-E1

### International
- Vizemeister Copa Merconorte 2001
- Halbfinale Copa Libertadores 1995, Viertelfinale 1968, 1990

## Spieler
- Ovidiu Burcă (1998)
- Iván Hurtado (1992–1995, 2001)
- Iván Kaviedes (1995–1998)
- Carlos Alberto Juárez (1996–1999, 2000–2003, 2007–2008)
- Enner Valencia (2008–2010) Jugend, (2010–2013) Spieler.

## Trainer
- Gerardo Pelusso (1984)
- José Antonio Nogueira (1999–2000)
- Jorge Sampaoli (2010)
- Ramón Silva (2011)